# Arrenurus pistillatus
Arrenurus pistillatus är en kvalsterart som beskrevs av Marshall 1908. Arrenurus pistillatus ingår i släktet Arrenurus och familjen Arrenuridae. Inga underarter finns listade i Catalogue of Life.